# Le Dernier Voyage (Star Trek)
Pour les articles homonymes, voir Le Dernier Voyage.
Le Dernier Voyage est le dernier épisode de la série télévisée de science-fiction Star Trek: Enterprise, diffusée sur le réseau américain UPN. C'est le 22e épisode de la quatrième saison et le 98e épisode de la série dans son ensemble. Il a été diffusé le 13 mai 2005 aux États-Unis, et a été mal accueilli par la critique et les fans.
Le Dernier Voyage utilise un récit-cadre, où les événements de Star Trek: Enterprise (se déroulant au XXIIe siècle) sont recréés dans un holodeck du XXIVe siècle, au sein de l'épisode Le Pegasus de la série Star Trek : La Nouvelle Génération. L'épisode met en vedette les artistes invités Jonathan Frakes, Marina Sirtis, et Jeffrey Combs, ainsi qu'un caméo vocal de Brent Spiner. Les créateurs de la série Rick Berman et Brannon Braga, qui ont coécrit l'épisode, conçoivent Le Dernier Voyage comme un cadeau de Saint-Valentin aux fans de Star Trek.
Se déroulant au XXIIe siècle, la série suit les aventures du premier vaisseau spatial de la Fédération, l'Enterprise, immatriculé NX-01. Dans cet épisode, l'histoire se passe en 2370, alors que le commandeur William Riker est aux prises avec la difficile révélation d'une dissimulation à son supérieur hiérarchique. Riker, après avoir consulté la conseillère Troi, utilise la simulation des événements de l'année 2161 pour trouver conseil. Ces événements voient l'équipage de l'Enterprise revenir sur Terre pour mettre fin au service actif de leur vaisseau (déclassement) et pour participer à la formation de la Fédération des planètes unies.
L'accueil réservé à l'épisode Le Dernier Voyage a été négatif. Les critiques de même que les acteurs considèrent que le récit-cadre ancré dans La Nouvelle Génération offre une clôture insatisfaisante aux personnages et aux adeptes de la série. De plus, ils trouvent la mort du commandeur Tucker forcée et inutile. Lors d'un vote tenu lors de la convention du 50e anniversaire de Star Trek (50th Anniversary of Star Trek Convention), cet épisode a été considéré par les membres comme le pire épisode de Star Trek jamais réalisé, toutes séries confondues.
Ce dernier épisode a attiré 3,8 millions de téléspectateurs, le public le plus nombreux depuis la saison précédente. 
Après une première prometteuse, la série Entreprise a connu une baisse régulière de ses cotes d'écoute. Au début de la quatrième saison, moins de trois millions de téléspectateurs visionnent les épisodes hebdomadaires, malgré ce que certains fans et les critiques considèrent comme une augmentation de la qualité des épisodes. Après la vente des droits de syndication, UPN et Paramount annoncent en février 2005 que la quatrième saison de l'émission sera la dernière. La saison 2005-2006 est ainsi la première année sans nouvel épisode de Star Trek en 18 ans. Malgré l'annulation, Paramount a dit espérer relancer la série, et Berman a commencé à travailler sur un nouveau film de Star Trek, rejeté finalement en faveur du film de J. J. Abrams, intitulé Star Trek.

## Synopsis
En 2370, le commandeur William Riker, à bord de l'Enterprise-D, est troublé par les événements déjà relatés dans l'épisode Le Pegasus, et cherche conseil. À la suggestion du lieutenant-commandeur Deanna Troi, Riker lance un holo-programme de 2161, six ans après les événements de Terra Prime, à une époque où l'Entreprise (NX-01) originale doit être déclassée après dix ans de service actif. Le vaisseau spatial et son équipage sont également de retour sur Terre pour la signature de la Charte de la Fédération, et le Capitaine Archer est préoccupé par le discours qu'il va donner à l'assemblée des délégués.
En route, Riker et Troi observent que l'Entreprise est contactée par Shran, un ancien Garde impérial Andorien qu'Archer croyait mort. Apparemment, sa jeune fille a été enlevée, et il demande l'aide d'Archer pour la libérer de Rigel X. Archer décide de l'aider, même si le commandeur T'Pol avertit qu'ils pourraient être en retard pour la cérémonie. Riker se joint à l'équipage de l'Entreprise lors de l'attaque des ennemis de Shran et lors du sauvetage de sa fille. Troi conseille également à Riker de jouer le rôle de cuisinier du vaisseau, espérant qu'il gagne ainsi la confiance de l'équipage simulé. Alors qu'il prépare de la nourriture au sein de l'équipage, il en apprend plus sur leurs souvenirs et leur perception de Tucker.
Il observe aussi les ravisseurs prendre d'assaut l'Entreprise, et comment, afin de sauver la vie d'Archer, le commandeur Tucker surcharge deux conduites et meurt après avoir été mortellement blessé. Il remarque qu'Archer est préoccupé par le fait qu'il doit écrire un discours sur l'utilité de leurs explorations, malgré la mort de son ami, mais T'Pol lui assure que Tucker aurait considéré leurs explorations fructueuses. Sur Terre, Troi observe Archer entrer dans un grand hall bondé pour livrer son discours. Riker se joint à elle, maintenant sûr de ce qu'il doit faire. La scène finale de l'épisode est un montage des navires baptisés Entreprise, alors que les capitaines Picard, Kirk, et Archer récitent le monologue d'introduction de Star Trek Where no man has gone before (« Où nul homme n'est allé avant »).

## Production

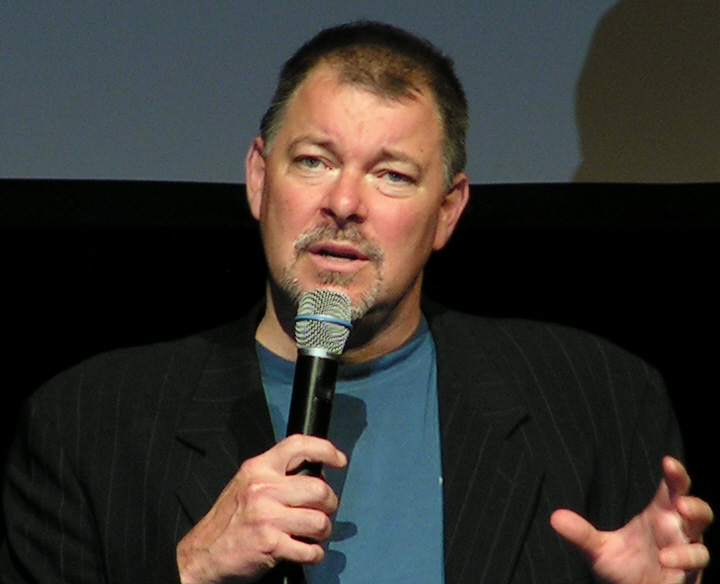
Jonathan Frakes a dit avoir savouré la chance d'incarner Riker une fois de plus.

Le Dernier Voyage a été écrit par Braga et Berman, le seul script du tandem pour la quatrième saison. Le scénariste d'Entreprise Mike Sussman révèle à TrekNation en mai 2005 que Braga avait envisagé un épisode mettant en scène des personnages issus d'autres séries de Star Trek avant même le dernier épisode de la série. L'idée initiale de Sussman était d'employer le Docteur de Star Trek: Voyager pour traiter un patient qui aurait pu s'avérer être Archer, piégé dans le futur. Cependant, en raison de la nature de l'histoire, Sussman a dit que sa version n'aurait pas convenu comme épisode final. En entrevue, Berman a dit que l'épisode avait toujours été conçu comme l'épisode final de la saison, indépendamment de l'annulation de la série. Il a donné des réponses contradictoires quant à savoir si Tucker aurait été tué si la série s'était poursuivie,.
Allan Kroeker a assuré la mise en scène de l'épisode, son troisième épisode final de série, après les conclusions de Star Trek: Deep Space Nine (Le Jugement des Prophètes) et de Star Trek: Voyager (La Fin du jeu). Le Dernier Voyage met en vedette les artistes invités Jonathan Frakes et Marina Sirtis, incarnant leurs personnages de La Nouvelle Génération, William Riker et Deanna Troi, respectivement. Brent Spiner, un autre vétéran de La Nouvelle Génération, avait déjà été invité plus tôt durant la quatrième saison d'Entreprise, et a fourni la voix hors champ de l'androïde Data. Jeffrey Combs joue l'Andorien Shran, que Coto avait voulu voir se joindre définitivement à la distribution dans l'éventualité d'une autre saison.
Le tournage de l'épisode final a commencé le vendredi 25 février, après que la première moitié de la journée a été passée à terminer Terra Prime. Le tournage a pris huit jours, un jour de plus que d'habitude. Le plateau enneigé et complexe de Rigel X, d'abord vu dans l'épisode pilote, a été utilisé, de même que les cuisines (rarement vues) de l'Enterprise. Les décors dans l'Enterprise-D, tels que les couloirs et le salon d'observation, ont été recréés. Frakes et Sirtis sont arrivés sur le plateau en même temps qu'avait lieu un rassemblement pour le sauvetage de la série, aux portes du studio. Comme pour Le Jugement des Prophètes, beaucoup de personnel de production a contribué au tournage, pour une grande scène de foule à la fin de l'épisode, alors qu'Archer se prépare à donner à son discours. Quinze VIP, incluant les scénaristes Judith et Garfield Reeves-Stevens, André Bormanis, et Manny Coto, se sont joints aux deux douzaines de figurants pour former une partie de l'auditoire. Le reste du plateau a été rempli par une foule générée par ordinateur. Après la fin du tournage de sa partie, chaque acteur s'est fait applaudir alors qu'il tirait sa révérence. Jolene Blalock et Scott Bakula ont été les derniers acteurs à être libérés, et Bakula a prononcé un discours remerciant l'équipe de production pour son accueil des acteurs. Le tournage s'est terminé le mardi 8 mars et les décors ont été démantelés. Frakes et Sirtis sont retournés le 9 mars pour compléter des scènes devant écran vert, qui ont été utilisées lors de leur entrée et de leur sortie de l'holodeck. Avant la diffusion de l'épisode, Berman a peu révélé sur le dernier épisode, disant: « Il va y avoir quelques rebondissements surprenants. C'est un peu un cadeau de la Saint-Valentin. »

## Réception et distribution en cinéma maison

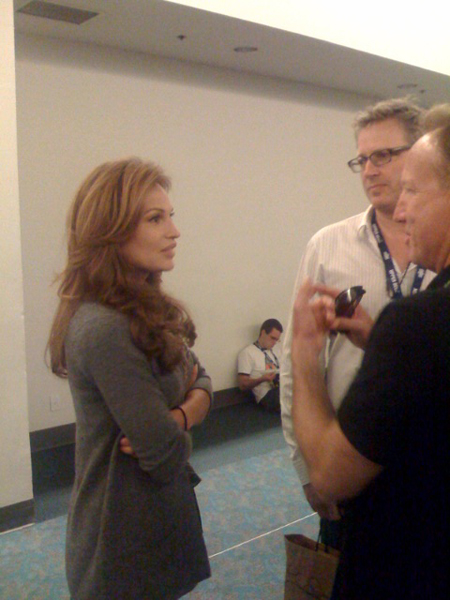
Jolene Blalock, qui joue T'Pol, a été très critique à l'égard de l'épisode final de la série.

Le Dernier Voyage a été mal reçu par les critiques et les acteurs de la série télévisée. Avant la diffusion de l'épisode, Blalock a qualifié l'épisode de « désolant ». Elle a renchéri en disant regretter que la conclusion de la série ait été un épisode de La Nouvelle Génération plutôt qu'une conclusion pour Entreprise.
Connor Trinneer (qui joue le commandeur Trip Tucker) a estimé que la finale aurait dû inclure un adieu mémorable, qu'il décrit comme un « moment M*A*S*H », mais que les producteurs n'ont pas voulu  se concentrer sur un tel élément. Anthony Montgomery (qui joue l'enseigne Travis Mayweather) a été également mécontent de la conclusion et a déclaré « j'ai l'impression qu'il pouvait y avoir un moyen plus efficace pour conclure l'émission ainsi que de la franchise dans son ensemble. Il m'a semblé qu'on a compromis l'effort diligent investi par la distribution et l'équipe de production d'Entreprise au cours des quatre dernières années ». Bien que Frakes ait dit avoir apprécié de travailler à nouveau avec Sirtis, il a affirmé que « le fait est qu'il était un peu excessif que nous ayons conclu l'émission » et que, avec le recul, c'était un mauvais service pour la distribution. La critique initiale a forcé les producteurs à organiser une conférence pour tenter de régler le problème. Braga a admis le mécontentement de la distribution, mais a défendu l'épisode comme un moyen de conclure non seulement Entreprise mais Star Trek dans son ensemble.
Les critiques ont également mal perçu le rattachement fait avec La Nouvelle Génération. Patrick Lee, de Sci Fi Weekly a dit que le récit-cadre enchâssant « réduit la distribution d'Entreprise au statut de rats de laboratoire ». Lee a noté en outre que, même sans les artistes invités, l'épisode n'a pas été à la hauteur des meilleurs de la saison, y compris Le côté obscur du miroir. Alex Strachan, du National Post, a assimilé les apparitions des artistes invités de La Nouvelle Génération à des rappels d'un meilleur Star Trek, comparé aux « mauvais maquillages, mauvais jeu, mauvaise musique » d'Enterprise. Rob Salem, du Toronto Star, a déclaré que les scènes des artistes invités n'avaient aucun intérêt narratif et que l'épisode « offre une clôture insatisfaisante aux personnages et aux adeptes de la série. ». Les critiques ont de plus trouvé la fin de l'épisode inadéquate, dépourvue d'une scène pendant laquelle le discours d'Archer galvaniserait son audience,. IGN a déclaré que l'épisode constitue une « dernière insulte de Berman et Braga aux fans de l'émission et aux autres scénaristes, afin de montrer qui est le maître », et que le contraste entre Le Dernier Voyage et Terra Prime met en relief la raison pour laquelle le tandem ne devrait plus jamais être autorisé à produire Star Trek .
La mort de Tucker est un autre sujet de controverse. Salem a décrit cet événement ainsi : « un des personnages principaux est inutilement tué au service d'un élément inutile de l'intrigue », une doléance réitérée par IGN. L'acteur Connor Trinneer, qui joue Trip, a déclaré lors d'une convention que le personnage « s'était sorti de bien pires situations » et que sa mort semblait forcée. Les scénaristes, selon Trinneer, ont voulu tuer un personnage afin de « faire parler les fans », et ainsi Trip a été tué simplement pour manipuler les spectateurs. Plusieurs critiques ont conclu leurs revues en avançant que, peu importe si les fans sont déçus ou satisfaits par l'épisode, la majorité des téléspectateurs occasionnels seraient indifférents,,.
En réponse à certaines de ces critiques, Coto a déclaré que, personnellement, il a estimé que l'histoire en deux épisodes L'enfant et Terra Prime, qui ont précédé Le Dernier Voyage, sont la véritable conclusion d'Entreprise. Berman a affirmé « j'ai lu beaucoup de critiques, et je comprends les sentiments de plusieurs, mais [Braga] et moi avons passé beaucoup de temps à trouver l'idée ainsi qu'une conclusion que je qualifierais d'unique pour la fin d'une série, surtout quand vous devez y mettre fin prématurément. [...] Personne ne veut décevoir, mais je pense qu'il est absurde de prétendre que c'était davantage un épisode de La Nouvelle Génération qu'un épisode d'Entreprise. Les seuls éléments de La Nouvelle Génération qui étaient présents se voulaient une caisse de résonance pour nous permettre d'observer une mission qui a eu lieu six ans après "Terra Prime". »
L'épisode est sorti sur DVD (il fait partie du coffret de la saison quatre), le 1er novembre 2005, aux États-Unis. La sortie sur Blu-ray de la dernière saison de Entreprise a été faite le 29 avril 2014.

## Annulation de la série Star Trek: Enterprise

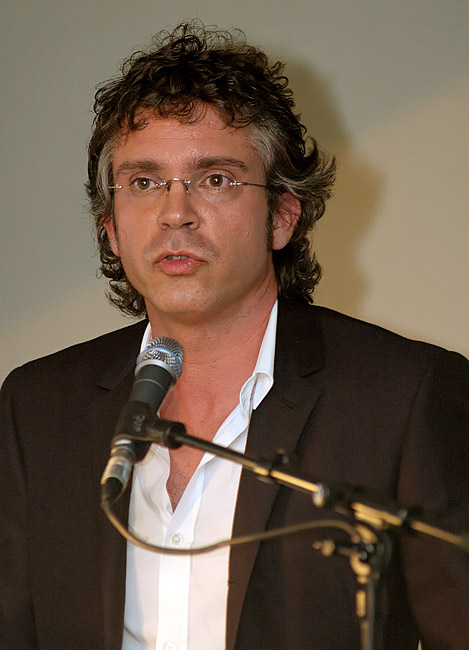
Le producteur Brannon Braga a appelé "Le Dernier Voyage" un « cadeau de Saint-Valentin » pour les fans de Star Trek.

En avant toute, le premier épisode d'Entreprise (2001), avait attiré 12,5 millions de téléspectateurs lors de sa première diffusion, mais les cotes d'écoute ont rapidement chuté pour atteindre un creux de 5,9 millions de téléspectateurs. Entreprise a été menacé d'annulation dès la troisième saison. L'émission a survécu en réduisant son budget, au moment même où son diffuseur UPN revoit en profondeur sa grille horaire. En 2004, l'émission est déplacée au vendredi, tandis que le reste de la programmation d'UPN commence à s'adresser davantage aux femmes, en partie en raison du succès de la série America's Next Top Model. La troisième saison a introduit un arc narratif couvrant toute celle-ci, recueillant certaines des meilleures critiques de l'ensemble de la série. Pour la quatrième saison, Manny Coto est devenu producteur exécutif, après avoir écrit et co-produit l'émission depuis 2003. Même si les épisodes de Coto ont été salués par la critique et les fans comme atteignant la qualité des séries télévisées précédentes de Star Trek , l'audience tombe à 2,9 millions de spectateurs avec un creux de 2,5 millions de téléspectateurs en janvier 2005, le plus bas de la série. Selon TrekNation, l'épisode final d'Enterprise a attiré 3,8 millions de téléspectateurs, soit une augmentation de 69 % par rapport au dernier épisode de la saison précédente.
Le 3 février 2005, UPN et Paramount annoncent que la quatrième saison de la série sera la dernière. Le réseau a attendu la vente de la série en syndication avant de faire l'annonce. L'annulation marque la première année sans nouveaux épisodes de Star Trek en 18 ans, depuis la première de Star Trek: La Nouvelle Génération. La production de la quatrième saison s'est poursuivie, afin que la Paramount puisse vendre un lot intéressant de 98 épisodes en syndication.
Une réception de fin de tournage a été organisée pour les acteurs et l'équipe de production à l'Hôtel Roosevelt en avril. Les membres de la distribution se sont exprimés au sujet de la fin de la série. John Billingsley a dit que l'émission « a été toute une aventure, et elle a changé ma vie. C'est quelque chose qui me restera pour toujours. » Il s'est dit heureux de s'épargner dorénavant les deux heures de maquillage nécessaires pour créer son personnage, Phlox. Plusieurs des acteurs ont pris une pause ou des vacances avant de chercher de nouveaux rôles. Parmi les invités de marque, il y avait le scénariste de Star Trek Nemesis, John Logan (sans lien avec Entreprise), et Peter Weller, qui a joué un ennemi dans Terra Prime.
L'actrice Jolene Blalock (T'Pol) a critiqué les scénarios des premiers épisodes, les jugeant ennuyeux et dépourvus de contenu intéressant. Elle a estimé que les premiers épisodes d'Entreprise ignoraient les principes de base de la chronologie de Star Trek, et proposaient des « costumes affriolants plutôt que le développement des personnages ». Des dirigeants d'UPN ont déclaré que les épisodes d'Entreprise, visant surtout les hommes, s'accordaient mal avec le public de ses autres émissions populaires, comme Top Model et Veronica Mars. Brannon Braga a suggéré que la raison de l'annulation de la série est la lassitude des téléspectateurs, notant qu' « après 18 ans et 624 heures de Star Trek, le public a commencé à être saturé. ». Les fans, quant à eux, ont reproché à Berman et Braga d'avoir ignoré le canon de Star Trek et d'avoir refusé de rectifier leurs histoires. Michael Hinman, coordonnateur de nouvelles pour SyFy Portal, a déclaré que, en plus de la surdose de Star Trek, il y a « aussi est une surdose de Braga et Berman. [...] Ils auraient pu se dire "Vous savez quoi, nous ne pouvons plus renouveler l'émission." Non, tout ça a souffert de leurs égos stupides et de leur attitude "Même cassé, on ne répare pas". ». Braga a défendu la série, notant que La Nouvelle Génération a profité du peu de concurrence d'autres émissions de science-fiction, alors qu'Entreprise a dû composer avec une multitude de concurrents tels que Battlestar Galactica.
Les journaux qui ont couvert l'annulation d'Entreprise et son dernier épisode ont souvent dit que l'échec d'Entreprise était la preuve que la franchise avait dérivé trop loin de ses racines et était devenu trop sombre. Andy Dehnhart, de MSNBC, a déclaré que « bien que les écrivains et les concepteurs aient eu le mérite d'offrir des mondes qui étaient peut-être un peu plus crédibles, ils ont perdu la perspective fantastique et merveilleuse des voyages intersidéraux que La Nouvelle Génération a empruntée à la série originale de Star Trek, puis perfectionnée. ». Dans USA Today, Michael Peck a écrit que sans les « rêves » des séries précédentes, « Star Trek devient simplement une autre télésérie dramatique. ». Melanie McFarland du Seattle Post-Intelligencer, quant à elle, dit que l'émission « n'a jamais trouvé son identité propre dans l'univers de Star Trek, contrairement aux séries qui l'ont précédée. ». En dépit de l'annulation, Paramount est restée optimiste. Le chef du studio David Stapf « a espéré un nouveau chapitre de la franchise dans le futur. ». Berman et le scénariste Erik Jendrensen ont développé un concept pour un nouveau film ayant lieu après Entreprise, mais avant l'émission de télévision des années 1960. Entre-temps, la Paramount a demandé à Roberto Orci de développer des idées pour relancer Star Trek, résultant dans la production d'un film redémarrant la franchise dans une ligne du temps différente de celle décrite dans la franchise entre 1965 et 2005. Ce film,  simplement intitulé Star Trek, est sorti en mai 2009 et a été réalisé par J. J. Abrams.